# 村尾三四郎
村尾三四郎（日语：／ Murao Sanshirō，2000年8月28日—），日本男子柔道运动员，出生於美國紐約。2019年世界柔道锦标赛混合团体金牌得主、2023年世界柔道锦标赛混合团体金牌得主和男子90公斤级铜牌得主、2024年巴黎奧運男子90公斤級銀牌得主。

## 外部連結
- Sanshiro MURAO / IJF.org （页面存档备份，存于）
- 村尾三四郎的Instagram帳戶
- 村尾三四郎的X（前Twitter）